# Diputación Provincial de Baleares
Las Diputaciones Provinciales formaron parte de las nuevas instituciones surgidas a raíz de la Constitución española de 1812. La Diputación Provincial de Baleares nació como un organismo de la administración local con ciertas competencias del Gobierno para la administración del conjunto de las Islas Baleares.

## Competencias
La Diputación Provincial de Baleares asumió competencias delegadas del Estado sobre todo en materia de educación, beneficencia y obras públicas. Así, por ejemplo, se encargó de la administración del antiguo Hospital General, transformado en Hospital Provincial, de la Casa de Misericordia y, del Hospital Psiquiátrico de Palma al inaugurarse éste en los años veinte de este siglo. También fue la protagonista de un hecho importante para la Historia de Mallorca, como fue la liquidación de la secular deuda pública del antiguo Reino de Mallorca, cuya administración fue entregada por la Diputación al Jefe Político en 1835 para ser extinguida poco después por Real Decreto. La Diputación, con sede en el actual Palau del Consell, que fue proyectado ad hoc para la Diputación, continuó en sus funciones hasta su extinción definitiva en 1983, a raíz del Estatuto de Autonomía de las Islas Baleares.